# 俞僴
俞僴（1403年—？），字弘毅，浙江紹興府諸暨縣人，軍籍。明朝政治人物。進士出身。

## 生平
宣德元年（1426年）丙午科浙江鄉試舉人。宣德八年（1433年）癸丑科會試第五十九名，殿試登進士第二甲第二十八名。歷南京吏部主事。官至福建汀州府知府。

## 家族
曾祖俞允恭。父俞時中。